# تری نیشن
تری نیشن(به انگلیسی: Terry Nation) یک فیلم‌نامهنویس و رمان‌نویس ولزی است.او شخصیت فاسد دالک را برای سریال محبوب دکتر هو در سال ۱۹۶۳ خلق کرد.